# Кукурудзяний тамале
Кукурудзяний тамале, або учепо — типова мексиканська страва, що походить з регіону Тьєрра-Кальєнте штатів Мічоакан і Герреро в Мексиці. Вона являє собою тамале, приготоване з меленої ніжної кукурудзи ( елоте ) з додаванням невеликої кількості солі. Страва має солодкий смак (оскільки кукурудза дуже ніжна) і м’яку консистенцію.
Учепо подають з вершками, сиром та соусом з варених томатів.

## Варіанти
Хоча вважається, що учепо походить зі штату Мічоакан, його також можна знайти в інших штатах Мексиканської Республіки під назвою тамаль де елоте (у солодкому варіанті, оскільки замість солі додають цукор). Так само в різних країнах Центральної Америки подібна страва відома як тамаль де елоте, йолтамаль або тамаль йол , а у Венесуелі як халакіта , так само як у різних країнах Карибського басейну є боло  . У Коста-Риці, окрім тамаль йол, назва тамаль де елоте зустрічається для позначення виду хліба, випіканого з солодкої або ніжної кукурудзи.
Пікте — це солодкий кукурудзяний тамале з Чьяпасу, хоча існує його солоний та бобовий варіант.  Слово «пікте» може мати походження з мови науатль від слова «пік-тлі», що означає «ущільнювати» або «твердіти». Це слово має еквівалент у схожому слові майя «пік-тлі». Якщо це так, то, ймовірно, ця страва має доіспанське походження.
Пікте також готують із меленого кукурудзяного зерна, вершкового масла чи олії, солі, а подекуди й цукру. Зазвичай страву подають із вершками та сиром. Варіант пікте з квасолею, поширений у регіоні Істмус-Коуст, готують із вареної кукурудзи, квасолі та священної трави, загортаючи в бананове листя.